# Вишнёвое (Кропивницкий район)
Вишнёвое (укр. Вишневе) — село в Долинской городской общине Кропивницкого района Кировоградской области Украины.
До 2020 года входило в состав Долинского района
Население по переписи 2001 года составляло 114 человек. Почтовый индекс — 28545. Телефонный код — 5234. Занимает площадь 0,452 км². Код КОАТУУ — 3521980703.